# Ајуму Горомару
Ајуму Горомару (енгл. Ayumu Goromaru; 1. март 1986) професионални је рагбиста и репрезентативац Јапана, који тренутно игра за Јамаха Јубило.

## Биографија
Висок 185 цм, тежак 98 кг, Горомару је за репрезентацију Јапана до сада одиграо 56 тест мечева и постигао 708 поена.